# Parlamentswahl in Israel April 2019
- Chadasch-Ta'al: 6
- Ra'am-Balad: 4
- Meretz: 4
- Awoda: 6
- Kachol Lavan: 35
- Kulanu: 4
- Jisra’el Beitenu: 5
- Likud: 35
- Union der rechten Parteien: 5
- Schas: 8
- Vereinigtes Thora-Judentum: 8

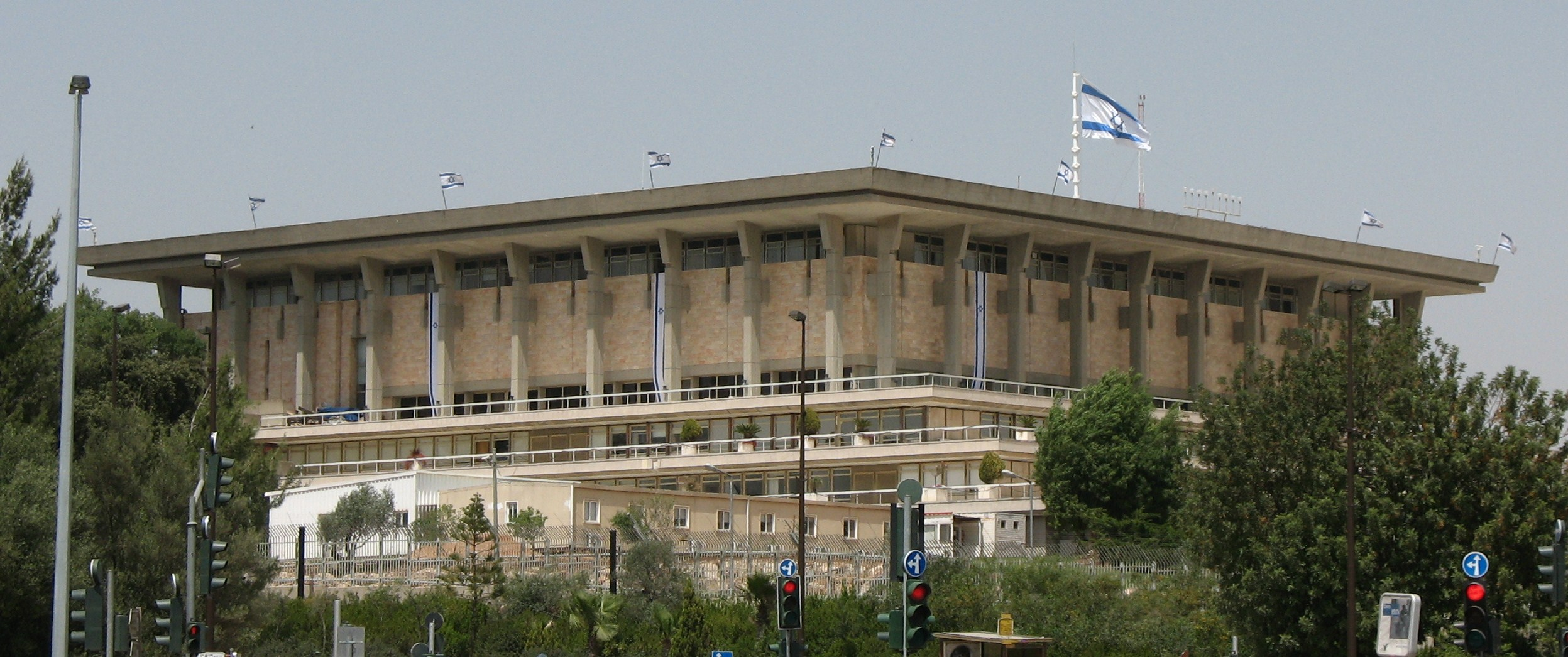
Beth Knesset, das Haus der Versammlung

Die Wahl zur 21. Knesset fand am 9. April 2019 statt.

## Hintergrund

### Ausgangslage
Die regulär im November 2019 anstehende Wahl zur 21. Knesset wurde wegen Spannungen innerhalb der von Ministerpräsident Benjamin Netanjahu angeführten Regierungskoalition vorgezogen. Nachdem Verteidigungsminister Avigdor Lieberman wegen des Waffenstillstands mit der Hamas zurückgetreten war und seine Partei Jisraʼel Beitenu die Regierung verlassen hatte, verfügte diese mit 61 der 120 Sitze nur noch über eine knappe Mehrheit.
Premierminister Netanjahu steht unter Korruptionsverdacht. Generalstaatsanwalt Avichai Mandelblit prüfte seit Ende 2018 eine Anklage gegen ihn. Netanjahu bestreitet die Vorwürfe und hat angekündigt, im Amt bleiben zu wollen, sollte gegen ihn Anklage erhoben werden.
Ende Februar 2019 entschied Mandelblit, dass Netanjahu wegen Bestechlichkeit, Betrug und Untreue angeklagt werden soll. Zuvor ist Netanjahu anzuhören, weshalb bis zur tatsächlichen Anklage bis zu ein Jahr vergehen kann.

### Wahlrecht
Die Wähler haben eine Stimme zur Wahl einer Liste. Die 120 Sitze werden nach dem D’Hondt-Verfahren proportional unter den Listen verteilt, die mindestens 3,25 % der Stimmen erhalten. Die der Liste zugefallenen Sitze werden ihren Kandidaten gemäß der Listenreihenfolge zugeteilt.
Parteien können Listenverbindungen eingehen, an denen nicht mehr als zwei Listen beteiligt sein dürfen. In diesem Fall werden ihre Stimmen für die Sitzverteilung zusammengezählt, sofern beide die Sperrklausel überwinden.
Innerhalb der Listenverbindung werden die Sitze nach dem D’Hondt-Verfahren verteilt.

## Parteien und Wahlbündnisse
Von Ende Dezember 2018 bis zum Ablauf der Einreichungsfrist am 21. Februar 2019 kam es zu einer Reihe von Parteineugründungen sowie Auflösungen und Neubildung von Wahlbündnissen:
- Benny Gantz, ehemaliger Generalstabschef der israelischen Streitkräfte, gründete am 27. Dezember 2018 die Partei Chosen LeJisra’el. Er vereinbarte zunächst ein Bündnis mit Mosche Jaalon (ehemaliger Generalstabschef sowie Likud-Politiker und Verteidigungsminister), der die Partei Telem gegründet hatte (eine Partei gleichen Namens existierte in den 1980er Jahren).[8] Am 21. Februar 2019 verständigten sie sich mit Jesch Atid auf eine gemeinsame Liste in der politischen Mitte mit dem Namen Kachol Lavan („Blau-Weiß“). Gantz erhielt Listenplatz 1, Jesch Atid-Chef Jair Lapid Platz 2 und Yaalon Platz 3. Im Falle eines Wahlsieges sollen sich Gantz und Lapid als Ministerpräsidenten abwechseln.[9] Auf den weiteren Listenplätzen traten der ehemalige Generalstabschef Gabi Aschkenasi, der ehemalige Sozialminister Meir Cohen und Avi Nissenkorn, ehemaliger Vorsitzender des Gewerkschaftsdachverbandes Histadrut, an.[10]
- Am 29. Dezember 2018 verkündeten Bildungsminister Naftali Bennett und Justizministerin Ajelet Schaked ihren Austritt aus der Partei HaBajit haJehudi, deren Vorsitzender Bennett bis dahin war. Sie gründeten eine neue Partei namens HaJamin HeChadasch („Die Neue Rechte“), um damit an der Parlamentswahl teilzunehmen.[11] HaBajit haJehudi tritt (wie bereits 2015) zusammen mit der Partei Tkuma an. Kurz vor Ablauf der Einreichungsfrist kam es nach langen Verhandlungen auch zu einer Vereinbarung, zwei Listenplätze der äußerst rechten Partei Otzma Jehudit zu überlassen, die bei der Wahl 2015 im Rahmen der Liste Yachad an der Sperrklausel gescheitert war.[12] Das Bündnis kandidierte unter dem Namen Union der rechten Parteien.
- Am 1. Januar 2019 kündigte Awoda das Wahlbündnis Zionistische Union mit der Partei Ha-Tnu’a der ehemaligen Außenministerin Tzipi Livni und nahm allein an der Wahl teil.[13] Ha-Tnu’a verzichtete nach schlechten Umfragewerten auf eine Wahlteilnahme.
- Die bereits 2016 aus Jisra’el Beitenu ausgetretene Abgeordnete Orly Levy gründete die Partei Gescher („Brücke“).[14] Eine Partei gleichen Namens hatte ihr Vater in den 1990er Jahren gegründet.
- Das Bündnis der arabischen Parteien, die 2015 gemeinsam als Vereinte Liste antraten, zerbrach. Zunächst kündigte die Partei Ta'al an, selbstständig an der Wahl teilzunehmen; am 21. Februar 2019 vereinbarte sie eine gemeinsame Liste mit der kommunistischen Chadasch. Auch die verbleibenden Parteien der Vereinigten Liste, Balad und Ra’am, kandidierten mit einer gemeinsamen Liste.[15]

### Listen
Insgesamt traten 40 Listen an. Sieben eingereichte Listen wurden zurückgezogen, darunter die von Eli Jischai angeführte Liste Yahad. Die Wahlkommission hatte ursprünglich die Liste Ra'am-Balad von der Wahl ausgeschlossen. Ein solcher Ausschluss ist möglich bei Ablehnung Israels als jüdischen und demokratischen Staat, Aufhetzung zu Rassismus, Unterstützung von mit Israel verfeindeten Staaten oder antiisraelischem Terrorismus. Das Oberste Gericht annullierte diesen Ausschluss, schloss jedoch Michael Ben-Ari, der als Otzma-Jehudit-Vorsitzender auf dem fünften Platz der Union der rechten Parteien antrat, von der Wahl aus.
Folgende Listenverbindungen, die beteiligten Parteien zu einem zusätzlichen Sitz verhelfen konnten, wurden eingegangen:
- Likud und Union der rechten Parteien
- Awoda und Meretz
- Schas und Vereinigtes Thora-Judentum
- Jisra’el Beitenu und HaJamin HeChadasch
- Chadasch-Ta'al und Ra'am-Balad

### Spitzenkandidaten

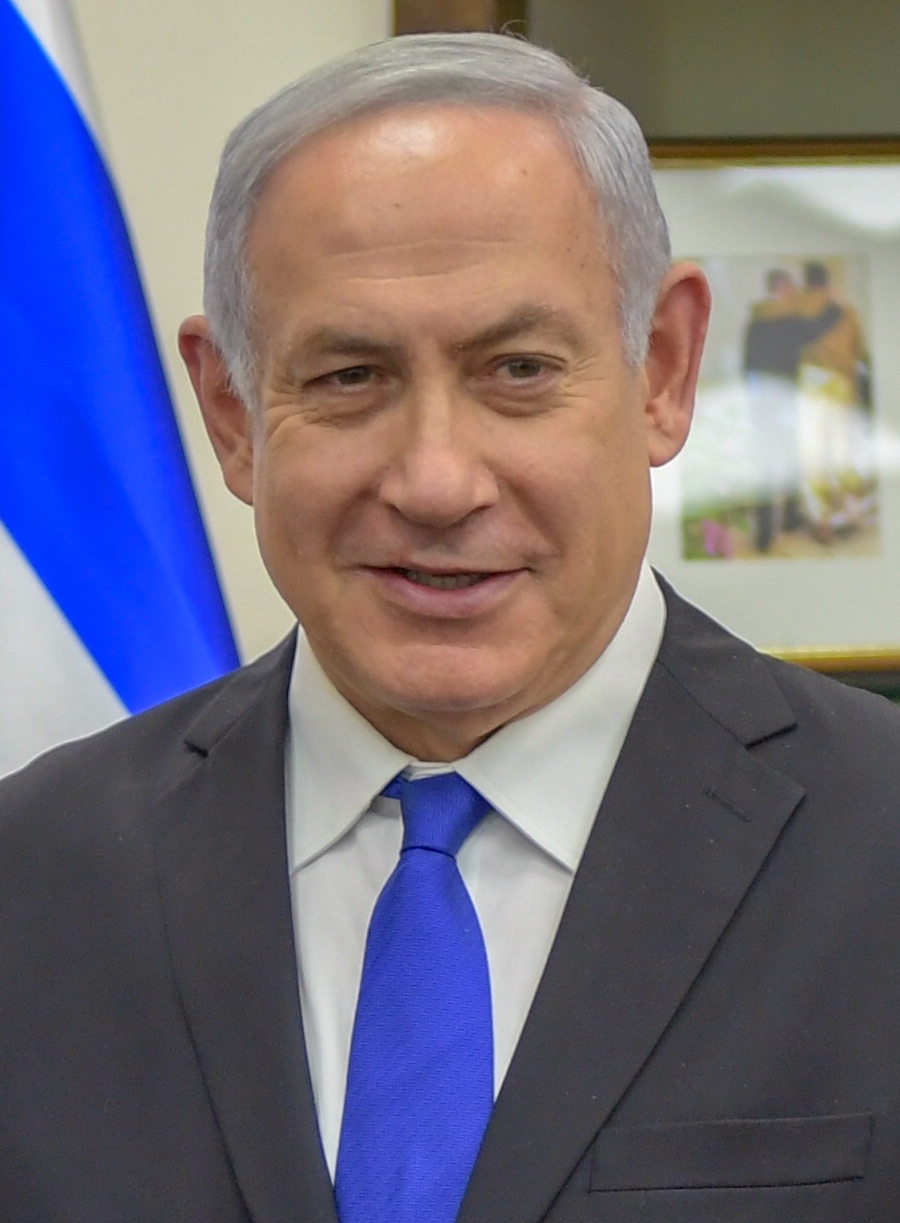
Benjamin Netanjahu, Likud
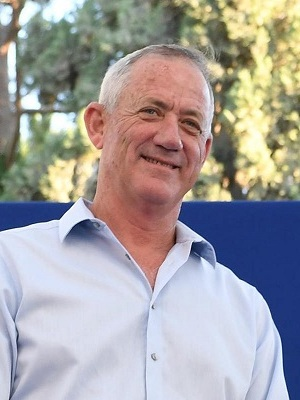
Benny Gantz, Kachol Lavan
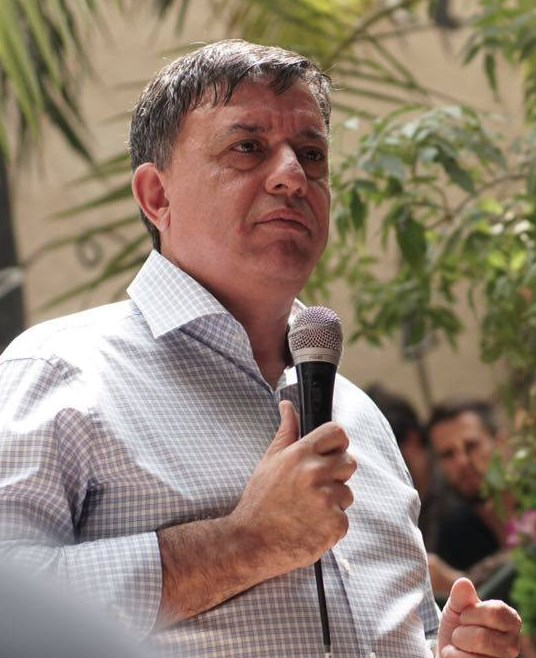
Avi Gabbay, Awoda
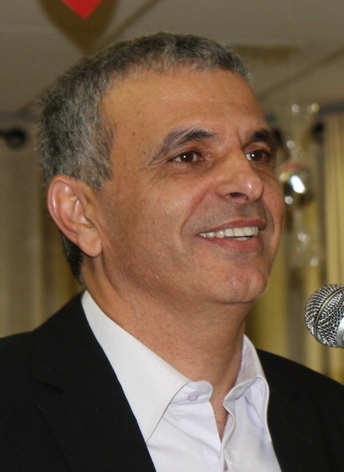
Mosche Kachlon, Kulanu
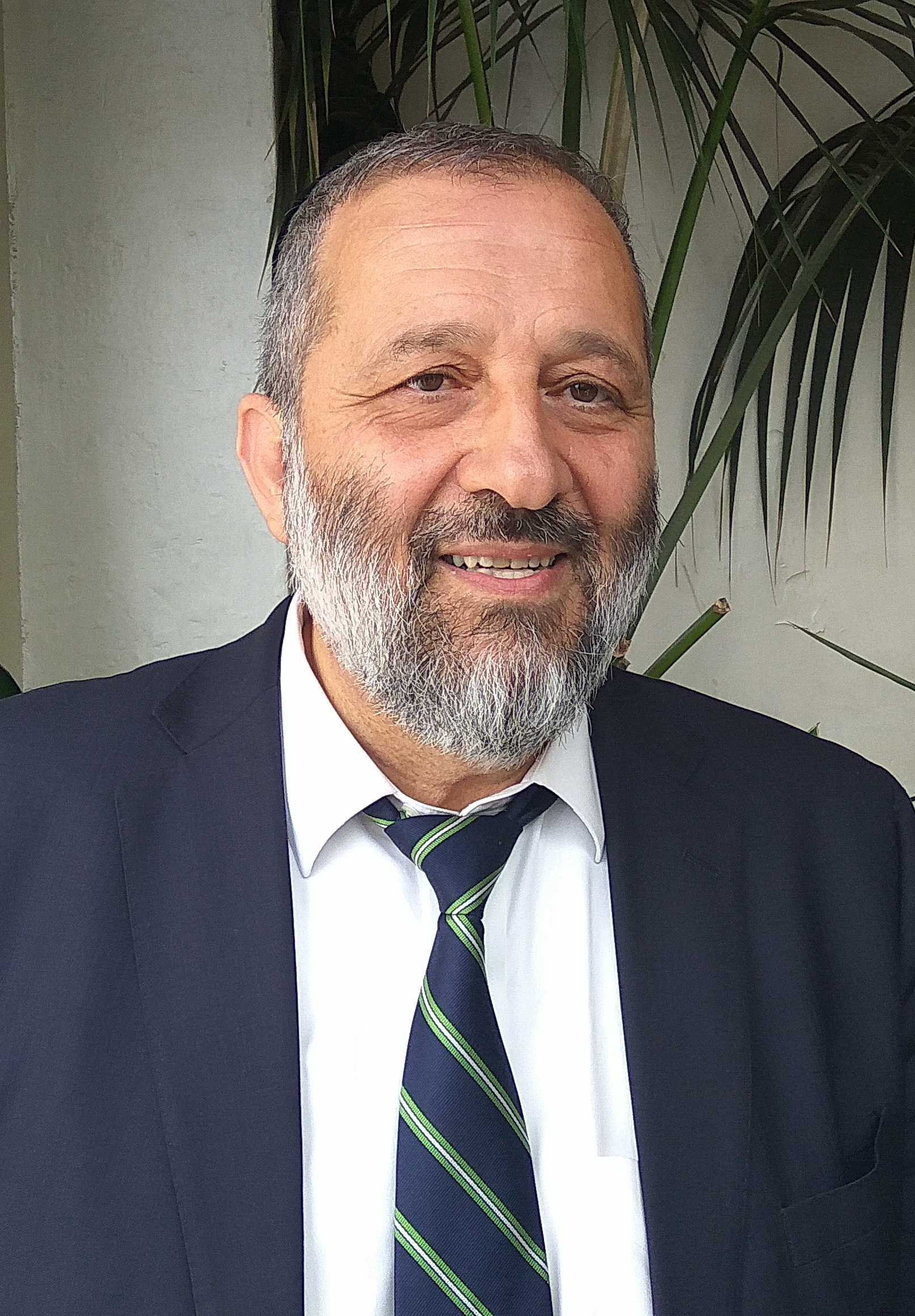
Arje Deri, Schas
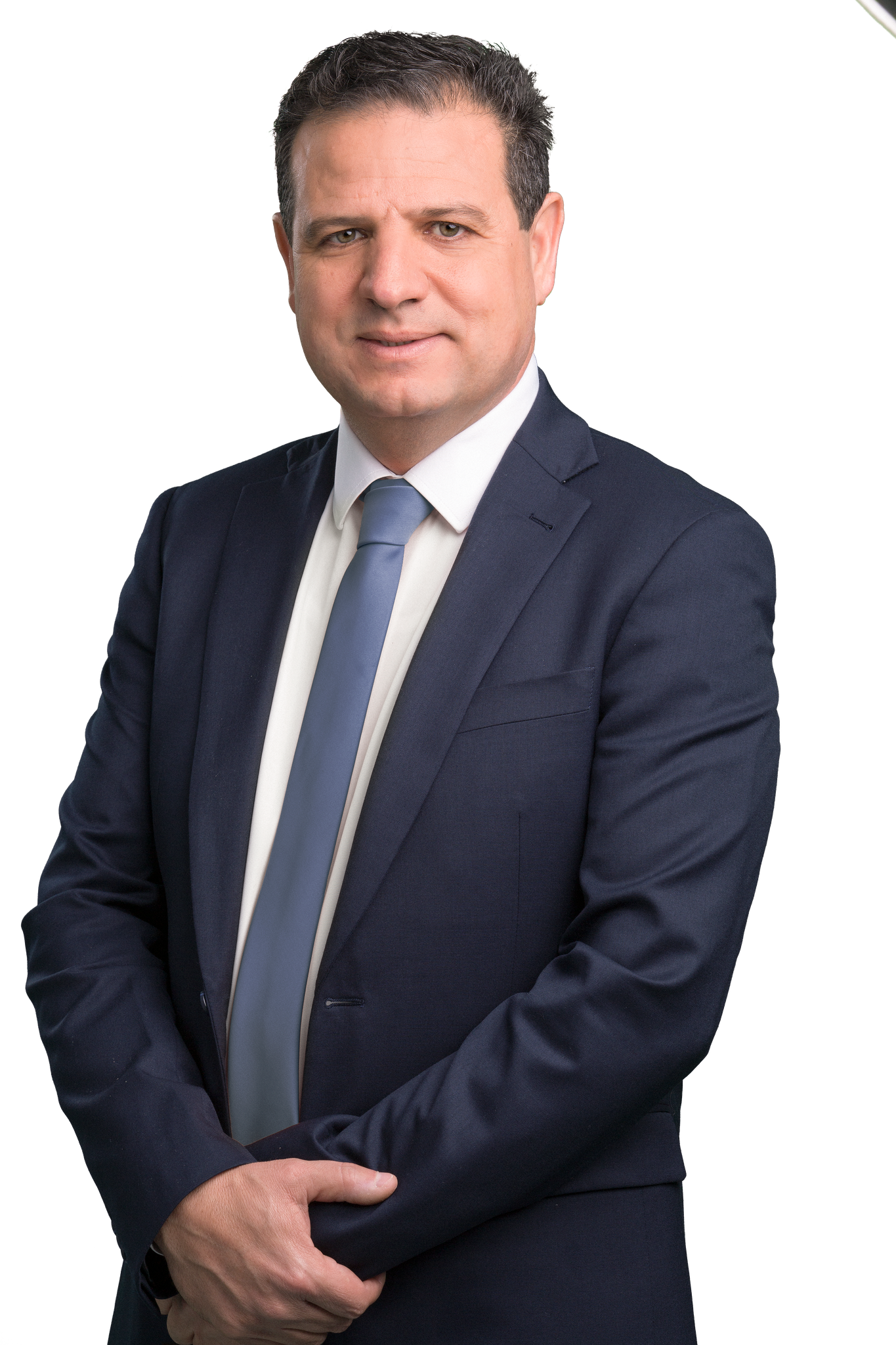
Ayman Odeh, Chadasch & Ta'al
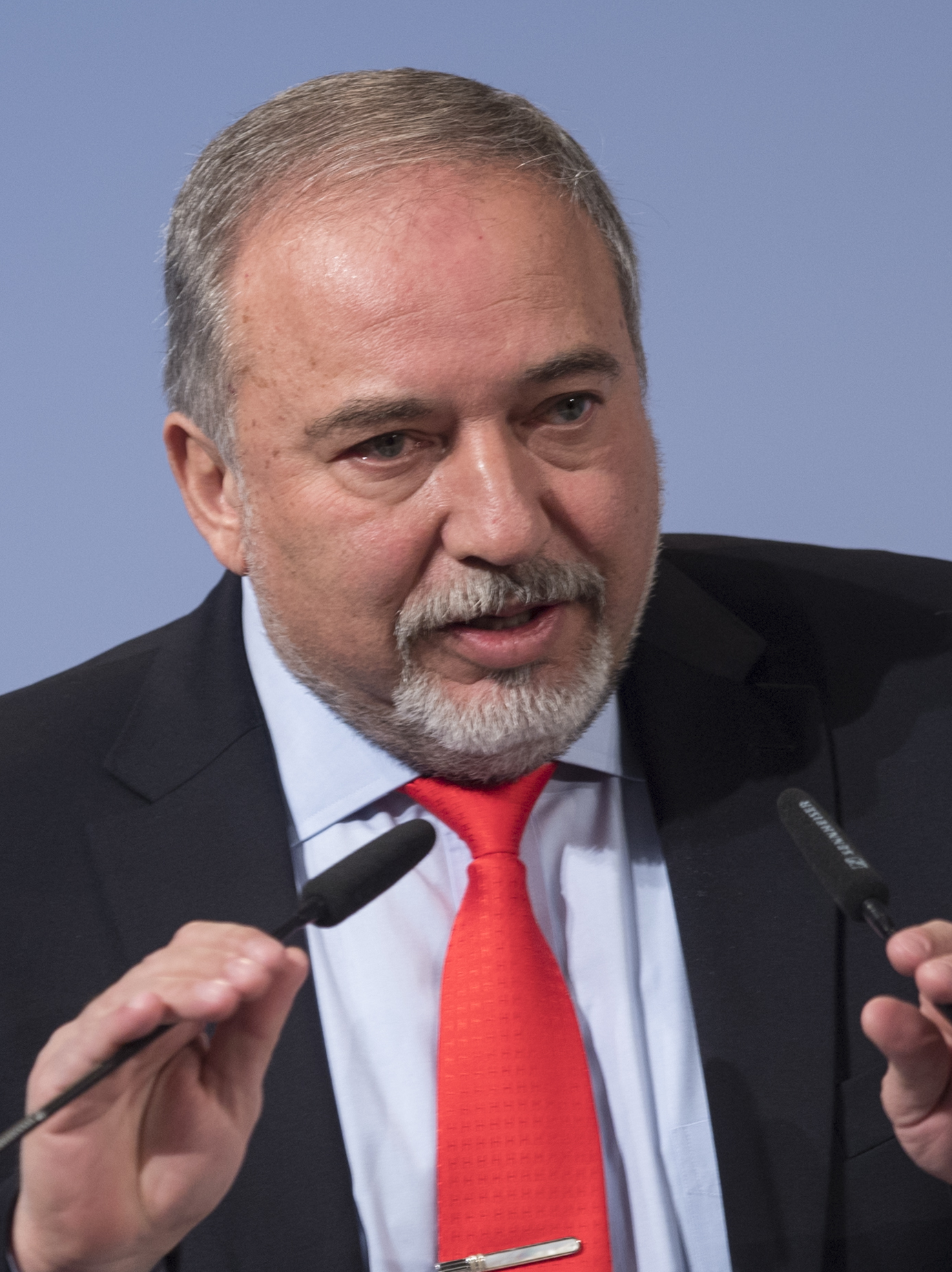
Avigdor Lieberman, Jisra’el Beitenu
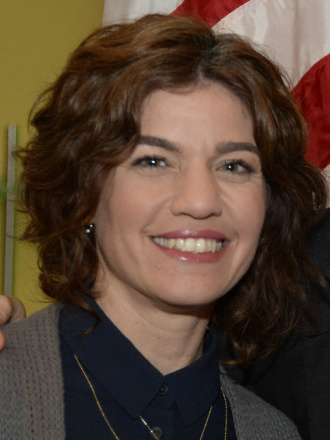
Tamar Zandberg, Meretz
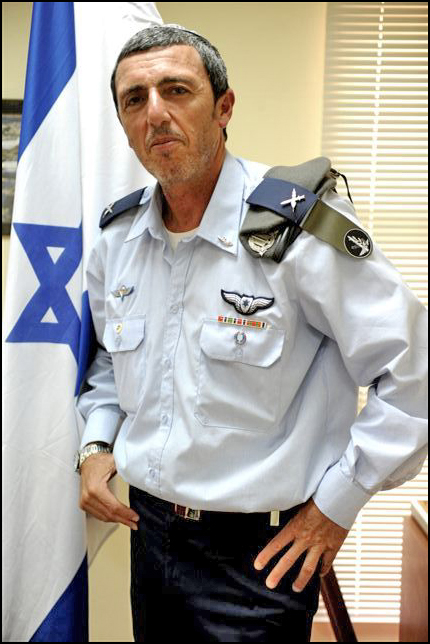
Rafi Peretz, Union der rechten Parteien
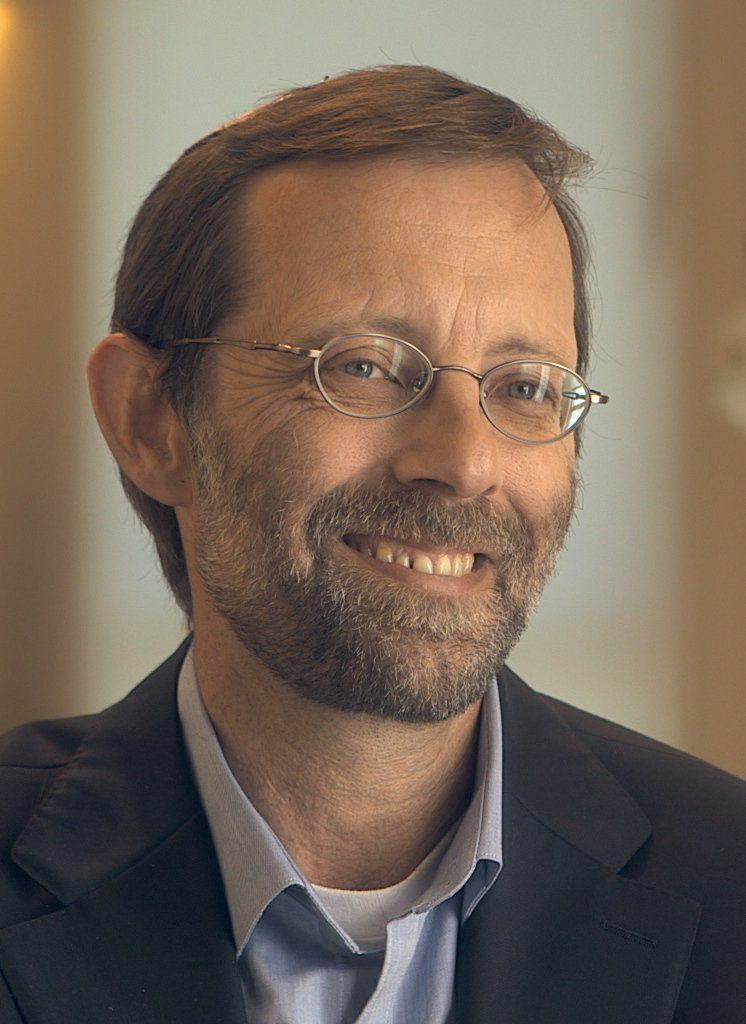
Mosche Feiglin, Zehut
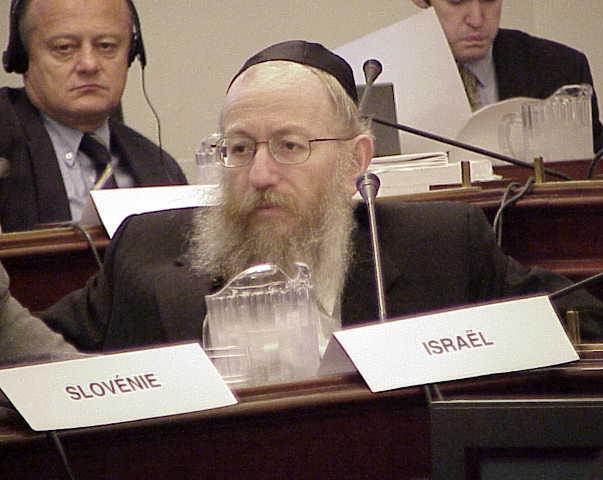
Yaakov Litzman, Vereinigtes Thora-Judentum

## Umfragen
Bei israelischen Umfragen werden üblicherweise Sitzzahlen und nicht Stimmenanteile prognostiziert. Ab dem dritten Tag vor der Wahl dürfen keine Umfragen veröffentlicht werden.
| Partei                           | Sitze Wahl 2015 | Sitze 8. April 2019 | Umfrage (Institut/Auftraggeber, Veröffentlichungsdatum) | Umfrage (Institut/Auftraggeber, Veröffentlichungsdatum) | Umfrage (Institut/Auftraggeber, Veröffentlichungsdatum) | Umfrage (Institut/Auftraggeber, Veröffentlichungsdatum) | Umfrage (Institut/Auftraggeber, Veröffentlichungsdatum) |
| Partei                           | Sitze Wahl 2015 | Sitze 8. April 2019 | TNS Kantar/ Kan News 4. April 2019                      | Smith/ Jerus. Post 5. April 2019                        | Magaar Mochot/ 103FM Radio 5. April 2019                | Panel Project/ Channel13 5. April 2019                  | Midgam/ Jedi’ot A. 5. April 2019                        |
| -------------------------------- | --------------- | ------------------- | ------------------------------------------------------- | ------------------------------------------------------- | ------------------------------------------------------- | ------------------------------------------------------- | ------------------------------------------------------- |
| Likud                            | 30              | 30                  | 31                                                      | 27                                                      | 27                                                      | 28                                                      | 26                                                      |
| Awoda                            | 24 (1)          | 18                  | 8                                                       | 9                                                       | 10                                                      | 11                                                      | 11                                                      |
| Chadasch-Ta'al                   | 13              | 13                  | 8                                                       | 6                                                       | 6                                                       | 6                                                       | 7                                                       |
| Ra'am-Balad                      | 13              | 13                  | 4                                                       | 4                                                       | 0                                                       | 4                                                       | 4                                                       |
| Kachol Lavan (Blau & Weiß)       | 11 (2)          | 11 (2)              | 30                                                      | 28                                                      | 32                                                      | 28                                                      | 30                                                      |
| Kulanu                           | 10              | 10                  | 5                                                       | 5                                                       | 6                                                       | 4                                                       | 5                                                       |
| Union der rechten Parteien       | 8 (3)           | 5                   | 6                                                       | 6                                                       | 6                                                       | 7                                                       | 5                                                       |
| Schas                            | 7               | 7                   | 4                                                       | 6                                                       | 5                                                       | 5                                                       | 5                                                       |
| Vereinigtes Thora-Judentum       | 6               | 6                   | 6                                                       | 6                                                       | 8                                                       | 6                                                       | 7                                                       |
| Jisra’el Beitenu                 | 6               | 5                   | 0                                                       | 5                                                       | 0                                                       | 4                                                       | 4                                                       |
| Meretz                           | 5               | 5                   | 6                                                       | 5                                                       | 8                                                       | 5                                                       | 5                                                       |
| HaJamin HeChadasch (Neue Rechte) | –               | 3                   | 6                                                       | 5                                                       | 6                                                       | 6                                                       | 6                                                       |
| Gescher                          | –               | 1                   | 0                                                       | 4                                                       | 0                                                       | 0                                                       | 0                                                       |
| Zehut                            | –               | –                   | 6                                                       | 4                                                       | 6                                                       | 6                                                       | 5                                                       |

## Ergebnis
| Partei                          | Stimmen   | %     | Sitze | ±   |  |
| ------------------------------- | --------- | ----- | ----- | --- |  |
| Likud                           | 1.140.370 | 26,46 | 35    | +5  |  |
| Kachol Lavan                    | 1.125.881 | 26,13 | 35    | +24 |  |
| Schas                           | 258.275   | 5,99  | 8     | +1  |  |
| Vereinigtes Thora-Judentum      | 249.049   | 5,78  | 8     | +2  |  |
| Chadasch-Ta'al                  | 193.442   | 4,49  | 6     | +1  |  |
| Awoda                           | 190.870   | 4,43  | 6     | −12 |  |
| Jisra’el Beitenu                | 173.004   | 4,01  | 5     | ±0  |  |
| Union der rechten Parteien      | 159.468   | 3,70  | 5     | ±0  |  |
| Meretz                          | 156.473   | 3,63  | 4     | −1  |  |
| Kulanu                          | 152.756   | 3,54  | 4     | −6  |  |
| Ra'am-Balad                     | 143.666   | 3,33  | 4     | −4  |  |
| HaJamin HeChadasch              | 138.598   | 3,22  | –     | −3  |  |
| Zehut                           | 118.031   | 2,74  | –     | –   |  |
| Gescher                         | 74.701    | 1,73  | –     | −1  |  |
| 26 weitere Listen               | 34.686    | 0,80  | –     | –   |  |
|                                 |           |       |       |     |  |
| gültige Stimmen                 | 4.309.270 | 100   | –     | –   |  |
| ungültige und leere Stimmen     | 30.983    | –     | –     | –   |  |
| Total Stimmen                   | 4.340.253 | –     | –     | –   |  |
| Wahlberechtigte/Beteiligung     | 6.339.729 | 68,46 | –     | –   |  |
| Quelle: votes21.bechirot.gov.il |           |       |       |     |  |

## Kritik
Kritik erntete die Maßnahme der regierenden Likud-Partei, etwa 1200 Anhänger mit teils versteckten Kameras und Aufnahmegeräte vor allem in arabischen Wahllokalen zu platzieren. Ministerpräsident Benjamin Netanjahu sah die Maßnahme als notwendig an, um faire Wahlen zu sichern. Die Maßnahme wurde vom zentralen Wahlkomitee für rechtswidrig erklärt, und mehrere Personen wurden wegen illegalen Filmens festgenommen.